# بذيرية جيرية
البذيرية الجيرية (الاسم العلمي: Coccolithaceae) هي فصيلة من الأسناخ الصبغية تتبع رتبة البذيريات الجيرية من طائفة البذيرات الجيرية.

## أجناس
- البذيرة الجيرية